# Virgil Thomson
Virgil Thomson (Kansas City, 25 novembre 1896 – New York, 30 settembre 1989) è stato un compositore e critico musicale statunitense.
È stato determinante nello sviluppo del "Sound Americano" nella musica classica. È stato descritto come un modernista, un neoromantico, un neoclassico e un compositore di "una miscela olimpica di umanità e di distacco" la cui "voce espressiva è stata sempre attentamente tenuta in sordina" fino alla sua tarda opera, Lord Byron, che, contrariamente a tutti i suoi precedenti lavori, ha esposto un contenuto emotivo che ascende a "momenti di vera passione".

## Biografia

### Primi anni
Virgil Thomson nacque a Kansas City, Missouri. Da bambino divenne amico di Alice Smith, pronipote di Joseph Smith, fondatore del movimento dei Santi degli Ultimi Giorni. Dopo la prima guerra mondiale, entrò all'Università di Harvard grazie a un prestito del dottor Fred M. Smith, presidente della Chiesa riorganizzata di Gesù Cristo dei Santi degli Ultimi Giorni e padre di Alice Smith. I suoi viaggi in Europa con l'Harvard Glee Club contribuirono a nutrire il suo desiderio di tornarci. Ad Harvard Thomson concentrò i suoi studi sul lavoro per il pianoforte di Erik Satie. Studiò a Parigi un anno per la borsa di studio e, dopo la laurea, visse a Parigi dal 1925 al 1940. Durante gli studi a Parigi è stato influenzato da diversi compositori francesi che erano membri di "Les Six", tra cui: Darius Milhaud, Francis Poulenc, Arthur Honegger e Georges Auric. Alla fine studiò con Nadia Boulanger e divenne un testimonial della "Parigi negli anni Venti".

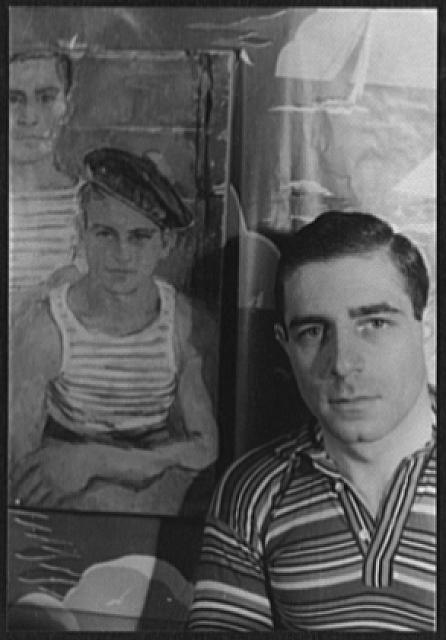
Maurice Grosser nel 1935, foto di Carl Van Vechten (1880-1964)

Nel 1925 a Parigi cementò una relazione con il pittore Maurice Grosser, che doveva diventare partner di vita e frequente collaboratore. Più tardi lui e Grosser vissero presso l'Hotel Chelsea, dove presiedeva un grande salotto gay che attirava molte delle figure principali della musica,  dell'arte e del teatro, tra cui Leonard Bernstein, Tennessee Williams e molti altri. Incoraggiò anche molti compositori più giovani e personaggi letterari come Ned Rorem, Lou Harrison, John Cage, Frank O'Hara e Paul Bowles. Grosser morì nel 1986, tre anni prima di Thomson.

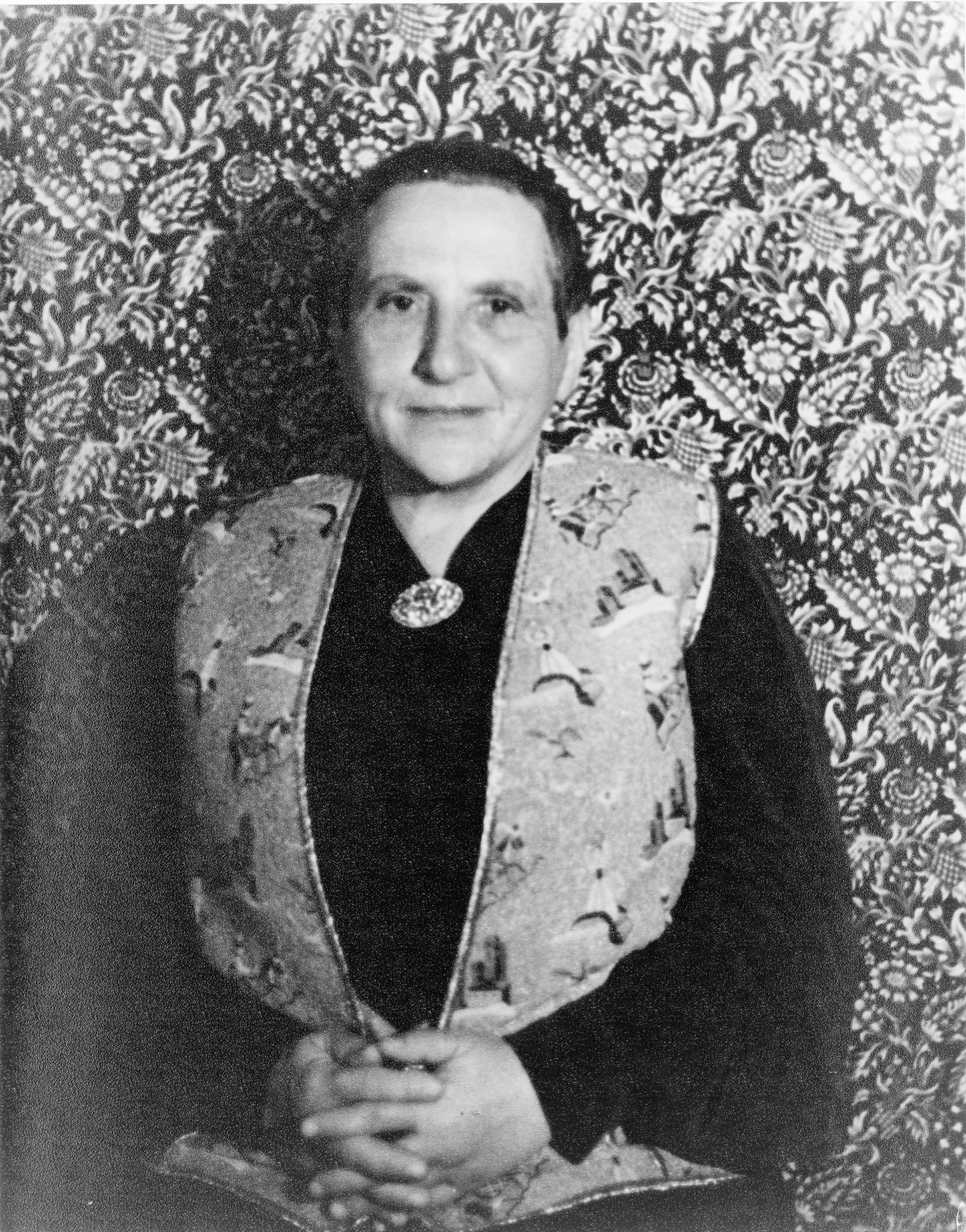
Gertrude Stein, 1934
foto di Carl Van Vechten (1880-1964)

La sua più importante amica di questo periodo fu Gertrude Stein, che era per lui una collaboratrice e mentore artistico. Dopo aver incontrato Stein a Parigi nel 1926, Thomson la invitò a preparare un libretto per un'opera. La loro collaborazione portò alla premier della composizione di Four Saints in Three Acts nel 1934. All'epoca l'opera era nota per il contenuto musicale e la rappresentazione dei santi europei da parte di un cast completamente nero. 
Anni dopo, nel 1947, collaborò ancora una volta con Stein nella sua provocatoria opera The Mother of Us All, che ritrae la vita della riformatrice sociale Susan B. Anthony. Thomson ha incorporato elementi musicali degli inni battisti, Canti Gregoriani e canzoni popolari in entrambe le partiture, dimostrando un uso moderato della dissonanza.
I contributi di Thompson alla musica non erano tuttavia limitati allo stadio operistico. Nel 1936 stabilì una collaborazione con il regista Pare Lorentz e compose musica per il film documentario The Plow That Broke the Plains per l'Amministrazione di Reinsediamento del governo degli Stati Uniti. Thompson incorporò melodie folk e temi musicali religiosi nella colonna sonora del film e successivamente compose una suite orchestrale con lo stesso nome, che fu registrata da Leopold Stokowski e l'Hollywood Bowl Symphony Orchestra nel 1946 per RCA Victor (# 11-9522,11-9523). Nel 1938 ha anche stretto una collaborazione con Lorentz e il cantante lirico Thomas Hardie Chalmers nel film documentario The River per il Farm Security Administration del governo degli Stati Uniti. Successivamente, nel 1948, ha collaborato con il regista Robert J. Flaherty nel film di documentazione Louisiana Story, per il quale ha ricevuto il Premio Pulitzer per la musica nel 1949. A quel tempo, il premio era l'unico premio Pulitzer in musica concesso per una composizione musicale scritta esclusivamente in pellicola. Thomson ha composto una suite orchestrale basata sulla partitura musicale. È stato presentato in anteprima da Eugene Ormandy e la Philadelphia Orchestra nel 1949 e ha ricevuto elogi dalla critica.
Dopo la pubblicazione del suo libro, The State of Music, si stabilì a New York City come collega di Aaron Copland e fu anche critico musicale per il New York Herald Tribune dal 1940 al 1954.
I suoi scritti sulla musica ed in particolare le sue recensioni di spettacoli, sono noti per il loro spirito e per i loro giudizi indipendenti. La sua definizione di musica era notoriamente "ciò che i musicisti fanno" e le sue opinioni sulla musica erano radicali nella loro insistenza a ridurre l'estetica rarefatta della musica nell'attività commerciale. Si spinse addirittura a sostenere che lo stile con cui un pezzo era scritto avrebbe potuto essere compreso in modo più efficace come conseguenza della fonte dei suoi incassi.

### Anni successivi
Nel 1969 Thompson compose la Metropolitan Museum Fanfare: Portrait Of An American Artist per accompagnare la mostra del Centenario del Museo "New York Painting And Sculpture: 1940-1970".
Thomson diventò una sorta di mentore e figura paterna per una nuova generazione di compositori tonali americani come Ned Rorem, Paul Bowles e Leonard Bernstein, un cerchio unito tanto dalla loro omosessualità condivisa, come dalla loro sensibilità compositiva simile. I compositori donne non erano parte di quel cerchio, e alcuni hanno suggerito che, come critico, abbia volutamente ignorato le loro opere, o abbia adottato un tono paternalistico.
La musica di Thomson per The River fu usata nel film del 1983 per la televisione ABC The Day After - Il giorno dopo. I documenti personali di Thomson sono in un deposito presso l'Archival Papers nella libreria musicale dell'Università di Yale e anche altri effetti relativi a Thomson sono compresi nel deposito di Ian Hornak, presso gli Archivi della Smithsonian Institution dell'American Art, a Washington D.C.

### Premi ed onorificenze
Thomson è stato beneficiario della Medaglia Sanford dell'Università di Yale. Nel 1988 gli fu assegnata la Medaglia Nazionale delle Arti. Nel 1983 Thomson ha ricevuto il premio Kennedy Center Honors. Nel 1949 fu insignito del Premio Pulitzer per la musica per la colonna sonora del film Louisiana Story. È stato un patrono nazionale di Delta Omicron, una confraternita musicale professionale internazionale.

### Morte
Virgil Thomson morì il 30 settembre 1989, nella sua suite al Chelsea Hotel di Manhattan, a 92 anni.

## Opere
- Three Pictures for Orchestra, 1947-1952.
- Five Songs from William Blake, 1951.
- Concerto for Flute, Strings, Harp, and Percussion: A Portrait of Roger Baker, 1954 con Nicanor Zabaleta diretta da Nino Sanzogno al Teatro La Fenice di Venezia.
- Concerto for Violoncello and Orchestra, 1950.
- Crossing Brooklyn Ferry, su dei poemi di Walt Whitman, 1958, arrangiato nel 1961.
- Mass, 1960, arrangiato nel 1962.
- The Feast of Love, dopo il Pervigilium Veneris, 1964.
- Cantata on Poems of Edward Lear, 1973-1974.
- Eleven Portraits for Orchestra, 1981-1982.

### Sinfonie
- Sinfonia sulla musica di un Inno, 1928.
- Sinfonia n. 2 in Do maggiore, 1931, rivista nel 1941.
- Sinfonia n. 3, 1972.

### Lirica
- Four Saints in Three Acts, libretto di Gertrude Stein, 1928.
- The Mother of Us All, libretto di Gertrude Stein, 1947.
- Lord Byron (opera), libretto di Jack Larson, 1966-1968.

### Per il pianoforte
- Nine Portraits for Piano, 1930-1969:
  1. Madame Dubost chez elle  (1930)
  2. Russell Hitchcock, Reading  (1930)
  3. Ettie Stettheimer  (1935)
  4. Helen Austin at Home and Abroad  (1935)
  5. A French Boy of Ten: Louis Lange  (1938)
  6. Pastoral: A Portrait of Tristan Tzara  (1940)
  7. Awake or Asleep: Pierre Mabille  (1940)
  8. Prisoner of the Mind: Schuyler Watts  (1942)
  9. For Eugene Ormandy’s Birthday, 18 November 1969:
  10. A Study in Stacked-Up Thirds  (1958, rev. 1969)
- Nine Etudes for Piano, 1940-1951.

### Musica da camera
- String Quartet No. 1, 1931, révisé en 1957.
- String Quartet No. 2, 1931, révisé en 1957.
- Four Portraits, pour violoncelle et piano, arrangé en 1942 par Luigi Silva:
  1. Bugles and Birds (Pablo Picasso)  (1940)
  2. Tango Lullaby (Flavie Alvarez de Toledo)  (1940)
  3. In a Bird Cage (Lise Deharme)  (1940)
  4. Fanfare for France (Max Kahn)  (1940)

### Balletti
- Filling Station, coreografia di Lew Christensen, 1937.
- Parson Weems and the Cherry Tree, coreografia di Erick Hawkins, 1975.

### Colonne sonore
- The Plow That Broke the Plains - Suite, arrangiamento del 1936.
- The River, 1938[35]
- Louisiana Story - Suite, film di Robert Flaherty, 1948.
- La Déesse, 1958

## Pubblicazioni
Libri di Thomson:
- Thomson, Virgil, The State of Music, New York, Morrow, 1940
- Thomson, Virgil, The Musical Scene, New York, A. A. Knopf, 1945
- Thomson, Virgil, The Art of Judging Music, New York. A. A. Knopf, 1948
- Thomson, Virgil, Music, Right and Left, New York. Henry Holt and Co., 1951
- Thomson, Virgil, Virgil Thomson, New York. Alfred A. Knopf, 1966
- Thomson, Virgil, American Music Since 1919, New York, Holt Rinehart and Winston, 1971
- Thomson, Virgil, A Virgil Thomson Reader, Boston, Haughton and Mifflin, 1981
- Thomson, Virgil, Music With Words: A Composer's View, New Haven, Yale university Press, 1989